# Гавриїл V (патріарх Сербії)

Патріарх Гавриїл V (серб. Патријарх Гаврило V, у світі Джьордже Дожич, серб. Ђорђе Дожић; 17 травня 1881, Баня-Вруйці, Чорногорія — 7 травня 1950, Белград) — єпископ Православної церкви Сербії, митрополит Белградський та Карловацький, патріарх Сербії.

## Життєпис
Народився неподалік монастиря Морача, де настоятелем був його дядько Михаїл (Дожич) (Mihailo Dožić).
Закінчив початкову школу при монастирі, потім продовжив навчання у Белграді. Пізніше переїхав до міста Ніш, де прохав єпископа Ниського Никанора (Ружичича) прийняти його до одного із монастирів єпархії. Єпископ Никанор послав його на послух до Монастиря Липовця, що під Алексинацем, а потім провів його до монастиря Січево.
26 лютого 1900 пострижений у чернецтво з іменем Гавриїл. На другий день був рукопокладений в сан ієродиякона, а через тиждень – в ієромонахи і призначений приходським приходським священиком. 
Ректор Богословсько-вчительської школи в Прізрені Стефан Димитриєвич, відзначив молодого ченця і допоміг йому перейти в монастир Високі Дечани і вступити у лави учнів богословсько-вчительської школи. 
Після закінчення школи викладав у Дечанах. Звідти перейшов до монастиря Йошаниця під Ягодином.
Просвітницький відділ Сербії, створений для сербських територій, знаходився під чужою владою, відправив отця Гавриїла на роботу до сербської школи у Константинополі.
1905 поступив на Богословський факультет Афінського університету, який закінчив у 1909, захистив докторську дисертацію. 
Як високоосвічений чернець був призначений секретарем Хіландарського монастиря на Афоні. 
Із Хіландара, вже в сані архімандрита, був знову переведений до Константинополя, де зайняв посаду сербського представника при Константинопольській Патріахії, а також управителем сербської школи в Константинополі. 
1 грудня 1911 обраний митрополитом Рашсько-Призренським. 4 грудня хіротонія в єпископа із зведенням в сан митрополита. 
Після завершення Першої Балканської війни, під час якої територія його єпархії була звільнена від турків сербами та чорногорцями, був перейменований у митрополита та архієпископа Печського. У звільнених краях він почав влаштовувати духовне життя своєї пастви при нових умовах, особливу увагу приділяв єднанню сербів та налагодженню церковного життя. 
1914 початок Перша світова війна сербські війська і керівництво залишили країну. Митрополит Гавриїл залишився. Угорська адміністрація інтернувала його до міста Сегед, де він захворів і був направлений до чорногорського міста Ульцинь на адріатичному узбережжі. 
Після війни, Гавриїл взяв участь у роботі Великої народної скупщини у Підгориці, яка 18 грудня 1918 ухвалила рішення про об’єднання Чорногорії та Сербії. Скупщина вибрала 18 депутатів, які на чолі з владикою Гавриїлом привезли до Белграда це рішення. 
Після смерті митрополита Чорногорського Митрофана (Бана), Архієрейський Собор Сербської православної церкви 17 листопада 1920 обрав владику Гавриїла новим митрополитом Чорногорсько-Приморським. 
1923 – був присутній як представник Сербської церкви у Всеправославному Конгресі, який скликав патріарх Мелетій (Метаксакіс) у Константинополі. 
8 лютого 1938  обраний на Сербський патріарший престол, після смерті Патріарха Варнави.
27 березня 1941 разом із усіма сербськими архієреями виступив проти пакту з Третього райху, підписаного Югославським керівництвом Драгіши Цвєтковича. Виступив із промовою по радіо. 
6 квітня 1941 Німеччина атакувала Югославію, бомбардування відбувалося також поблизу від входу до Белградського собору Патріаршого двору. 6 квітня патріарх виїхав до монастиря Раковиця під Белградом, 7 квітня слідом за керівництвом виїхав до монастиря Жича, а потім до чорногорського монастиря Острог. На Великдень патріарх служив у Острозькому монастирі. Відмовився залишати окуповану Югославію.
Після тижневого перебування у Верхньому Острозькому монастирі переїхав до Нижьного монастиря, де був заарештований гестапо 25 квітня. 6 годин стояв в одній мантії під снігом і дощем, доки німці грабували монастирі. Патріарха, острозького архімандрита Леонтія і племінника патріарха – Душана Дожича, відвезли до Сараєво, звідки патріарх був переведений до Белграду, де з 1 по 5 травня 1941 перебував у в’язниці. Потім німці перевели його до монастиря в Раковицю, а потім до монастиря Войловицю у Панчеві, де утримували разом зі святителем Жичським Миколаєм (Велимировичем). 
У середині вересня 1944 патріарх Гавриїл та владика Миколай були переведені в концентраційний табір Дахау. Потім їх переводили із табору в табір. Здійснювалися безуспішні спроби звільнити  патріарха та владику. Звільнився патріарх 8 травня 1945 у містечку Кіцбіл. 
Патріарх Гавриїл не відразу зміг повернутися до батьківщини, де керував Йосип Тіто. 14 листопада 1946 він повернувся до нової Югославії. Відразу скликав надзвичайну сесію Архієрейського Собору; також очолив делегацію  Сербської православної церкви на ювілейних урочистостях з приводу 500-річчя автокефалії РПЦ на нараду предстоятелів та представників автокефальних православних церков, що проходили у Москві 8-17 липня 1948.
Помер 7 травня  1950 у Белграді. Похований у південної стіні притвору Михайло-Архангельського катедрального собору.